# Франциска Целса дос Сантос
Франциска Целса дос Сантос (Каскавел, 21. октобра 1904 — Форталеза, 5. октобра 2021) била  је бразилска суперстогодишњакиња која је у време своје смрти била трећа најстарија жива особа на свету чију доб потврђује Геронтолошка истраживачка група (ГРГ), одмах иза Канеа Танаке и Лисил Рандон. Она је такође најдуговечнија Бразилка која је икада документована, као и најстарија особа у Јужној Америци икада.

## Биографија

### Рани живот
Франциска Целса дос Сантос је рођена у Каскавелу, у Бразилу. Тврдила је да је рођена 22. октобра 1904. године, али истраживања сугеришу да је заправо рођена дан раније.
Целса дос Сантос је радила у кућним пословима, а касније као трговац који је продавао чипкане тканине. У неком тренутку пре 1935. удала се за Раимунда Целса (1905–1979). Имали су шесторо деце, од којих је троје било живо до 2020. године.

### Каснији живот
Убрзо након супругове смрти,  4. септембра 1979, преселила се да живи са својом ћерком у Месејану, (насељу у Форталези, у Бразилу). У 85. години живота дијагностикован јој је малигни тумор. Према њеној ћерки, лекари нису очекивали да ће преживети, па ју је породица одвела из болнице и одлучила да је лечи кућним лековима. Упркос шансама, успешно се опоравила и наставила да живи.
Од новембра 2019. о њој се бринула једна од њене три ћерке и њена унука Франсилвија. Наводно није узимала никакве лекове и ретко је била болесна. Њено здравље пратио је њен унук, др. Лузинеј Монтеиро.
Њену старост званично је потврдила и Геронтолошка истраживачка група, 9. јула 2020. године, када је имала 115 година, 262 дана. У то време, то ју је учинило 25. најстаријом особом коју је ГРГ потврдио. То је такође значило да је постала најстарија бразилска особа икада документована, ретроактивно до 4. октобра 2019. године, када је премашила претходни рекорд од 114 година, 347 дана које је поставила Мариа Гомес Валентим . Ушла је у топ 20 најстаријих потврђених људи икада 8. децембра 2020. године, премашивши старост Ане Веле Рубио од 116 година и 47 дана.
Само један дан пре своје смрти  оборила је рекорд Марије Каповиле од 116 година и 347 дана и постала најстарија особа која је икада живела у јужној Америци.
Преминула је 5. октобра 2021. године у доби од 116 година и 349 дана.